# Dramatis personae
Dramatis personae (del llatí dramatis, genitiu de drama, drama + personae, pl. de persona, màscara (d'actor)) és una frase d'origen llatí amb la qual es denomina la llista (o conjunt) de personatges de la trama d'una novel·la o una obra teatral. És a dir, designa l'elenc total de personatges, però usualment només considera aquells que tenen actuació real i no que simplement s'esmenten.